# Ынтыкбаев, Шалгинбай
Шалгинбай Ынтыкбаев (1936 — 2013) — старший чабан совхоза «Актауский» Жанааркинского района Карагандинской области. Герой Социалистического Труда (1966).

## Биография
На протяжении нескольких лет сохранял без потерь во время зимовки поголовье отары и достигал высоких показателей по выращиванию ягнят каракульской породы. В 1965 году получил в среднем по 113 ягнят от ста овцематок.
Указом Президиума Верховного Совета СССР от 23 июня 1966 года удостоен звания Героя Социалистического Труда с вручением ордена Ленина и золотой медали «Серп и Молот».
Жил в селе Актау Жанааркинского района.
Умер 9 сентября 2013 года. Похоронен на местном кладбище.

## Награды
- Герой Социалистического Труда — указом Президиума Верховного Совета СССР от 22 марта 1966 года
- Орден Ленина